# NGC 5594
NGC 5594 (другие обозначения — IC 4412, MCG 4-34-24, ZWG 133.46, NPM1G +26.0365, PGC 51391) — галактика в созвездии Волопас.
Этот объект входит в число перечисленных в оригинальной редакции «Нового общего каталога».